# Rushia parreyssi
Rushia parreyssi là một loài bọ cánh cứng trong họ Melandryidae. Loài này được Mulsant miêu tả khoa học năm 1856.